# WCW United States Tag Team Championship
A NWA United States Tag Team Championship, ficou conhecido de fevereiro de 1991 até julho de 1992 quando mudou de nome para WCW United States Tag Team Championship, se tornando o segundo título de Tag da Jim Crockett Promotions e World Championship Wrestling, assim como várias outras promoções da NWA.

## Campeões
| Wrestlers:                                                    | Reinados juntos: | Derrotaram:                      | Data:                   | Lugar:                    |
| ------------------------------------------------------------- | ---------------- | -------------------------------- | ----------------------- | ------------------------- |
| The Fabulous Freebirds (Michael Hayes (1) & Jimmy Garvin (1)) | 1                | Steve Armstrong & Tracy Smothers | 19 de maio de 1991      | St. Petersburg, Florida   |
| The Patriots (Todd Champion (1) & Firebreaker Chip (1))       | 1                | Fabulous Freebirds               | 12 de agosto de 1991    | Gainesville, Georgia      |
| The Young Pistols (Steve Armstrong (1) & Tracy Smothers (1))  | 1                | The Patriots                     | 5 de novembro de 1991   | Gainesville, Georgia      |
| Ron Simmons (1) & Big Josh (1)                                | 1                | The Young Pistols                | 14 de janeiro de 1992   | Columbus, Georgia         |
| Terry Taylor (1) & Greg Valentine (1)                         | 1                | Ron Simmons e Big Josh           | 17 de fevereiro de 1992 | Rock Hill, South Carolina |
| The Fabulous Freebirds (Michael Hayes (2) & Jimmy Garvin (2)) | 2                | Terry Taylor e Greg Valentine    | 17 de maio de 1992      | Jacksonville, Florida     |
| Dick Slater (1) & The Barbarian (1)                           | 1                | The Fabulous Freebirds           | 25 de junho de 1992     | Kansas City, Missouri     |
| Abandonado                                                    | N/A              | Título retirado                  | 31 de julho de 1992     | N/A                       |